# Brigitte Harum
Brigitte Harum (* 18. November 1933 in Baruth/Mark, Brandenburg als Brigitte Wagner; † 7. Dezember 2020) war eine österreichische Kinderbuchautorin, Übersetzerin, Dolmetscherin und Universitätslektorin.

## Leben und Wirken
Brigitte Harum wurde am 18. November 1933 in Baruth/Mark in Brandenburg geboren. Nach ihrer abgeschlossenen Schulausbildung studierte sie Spanisch und Englisch an der Universität Graz und schloss ihre Studien mit dem Dolmetschdiplom ab. Danach war sie als Universitätslektorin an der Universität Graz sowie der Montanuniversität Leoben tätig und bot nebenbei Deutsch für Gaststudierende an. Diese Kurse, die sie unter anderem im Leobener Zentrum für Sprachen, Bildung und Kultur (ZSBK) abhielt, bot sie zumindest bis in die 2000er Jahre an. Parallel zu ihrer akademischen Laufbahn war sie als freie Übersetzerin beschäftigt und verfasste Kinder- und Jugendbücher sowie Prosa. Hauptsächlich beschäftigte sie sich mit der phantastischen Erzählung. Eines ihrer ersten veröffentlichten Werke war Die Bergmännlein von Oberammergau aus dem Jahr 1950. Vor allem ab den 1960er Jahren trat sie vermehrt als Kinder- und Jugendbuchautorin in Erscheinung, wobei sie unter anderem die Figur Till – benannt nach ihrem Erstgeborenen – schuf, die durch mehrere ihrer Werke hinweg vertreten war.
1966 gewann sie den Jugendbuchpreis des Landes Steiermark. Eines ihrer letzten Bücher war das 2006 erschienene Der Rabe mir der blauen Feder, zu dem Käthe Bubna-Litic die Illustrationen lieferte.
Von zumindest den frühen 1970er Jahren bis zuletzt lebte Harum in Leoben-Göss und starb am 7. Dezember 2020 kurz nach ihrem 87. Geburtstag. Mit ihrem Ehemann Herbert Harum (1909–1980), einem Konzertpianisten, von dem sie sich wenige Jahre vor dessen Tod hat scheiden lassen, hatte sie die beiden Kinder Till und Iris.

## Auszeichnungen und Ehrungen (Auswahl)
- 1966: Jugendbuchpreis des Landes Steiermark

## Werke (Auswahl)

### Schriften
- 1950: Die Bergmännlein von Oberammergau
- 1964: Till. Kunterbunte Geschichten (2. Auflage, 1969)
- 1967: Das Silberschiff. I Durch die grüne Steiermark (ÖBV-Spatzenbuch)
- 1968: II Die Reise mit dem Silberschiff durch Kärnten und Tirol (ÖBV-Spatzenbuch)
- 1969: III Till auf neuer Fahrt (ÖBV-Spatzenbuch)
- 1969: IV Auf Wiedersehen, Silberschiff (ÖBV-Spatzenbuch)
- 1969: Der geheimnisvolle Stern. Ein Weltraumabenteuer
- 1978: Till und seine Freunde
- 1989: Das Laternenbübl. Friesacher Weihnachtsspiel
- 2006: Der Rabe mir der blauen Feder. Ein Märchen – nicht nur für Kinder

### Übersetzungen
- 1961: Balachandra Rajan: Der dunkle Tänzer
- 1964: Salvador de Madariaga: Der schwarze Hengst